# Mermettenreuth

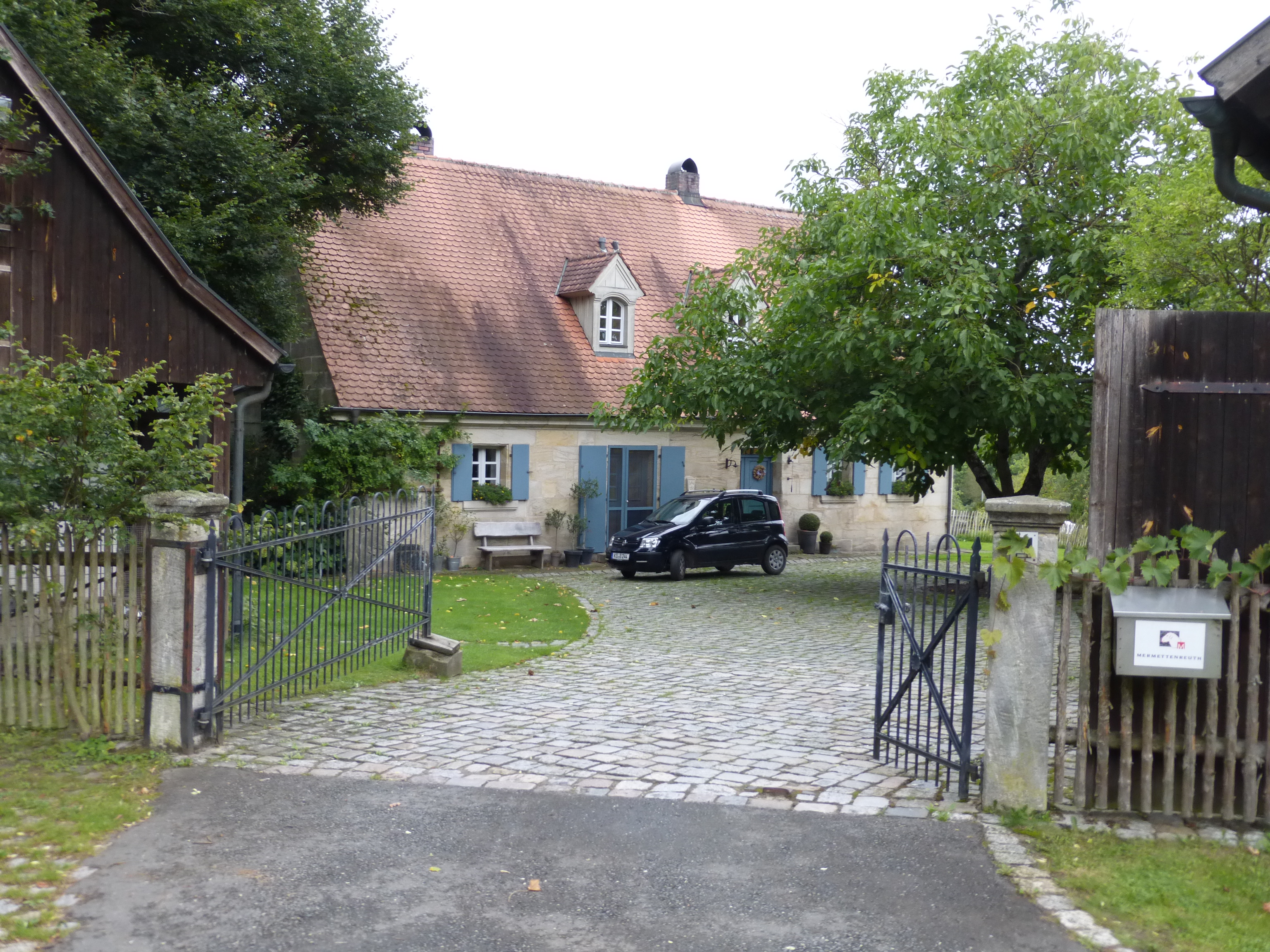
Wohnstallhaus

Mermettenreuth (oberfränkisch: Meameddn-rahd) ist ein Gemeindeteil der Gemeinde Neudrossenfeld im Landkreis Kulmbach (Oberfranken, Bayern). Mermettenreuth liegt in der Gemarkung Muckenreuth.

## Geographie
Die Einöde liegt am Fuße der bewaldeten Anhöhe Amtsholz (402 m ü. NHN, 0,6 km südlich). Ein Anliegerweg führt zum Tauberhof (0,3 km südöstlich).

## Geschichte
Der Ort wurde 1838 als „Mermetenreuth“ erstmals schriftlich erwähnt. Dem Ortsnamen liegt ein gleichlautender Flurname zugrunde, der bereits 1727 erwähnt wurde. Das Grundwort -reuth gibt zu erkennen, das das Land durch Rodung urbar gemacht wurde. Das Bestimmungswort leitet sich vielleicht von einem Personennamen ab, jedoch ist unklar, von welchem. Das Flurgrundstück selber wurde 1502 als „Reut in der Rodan ob Goslar (=Jöslein)“ erstmals erwähnt.
Von 1797 bis 1810 unterstand der Ort dem Justiz- und Kammeramt Bayreuth. Mit dem Gemeindeedikt wurde Mermettenreuth dem 1811 gebildeten Steuerdistrikt Altenplos und der 1812 gebildeten gleichnamigen Ruralgemeinde zugewiesen. Mit dem Zweiten Gemeindeedikt (1818) wurde der Ort an die neu gebildete Ruralgemeinde Muckenreuth überwiesen. Am 1. Juli 1972 wurde Mermettenreuth im Zuge der Gebietsreform in Bayern nach Neudrossenfeld eingegliedert.

### Baudenkmäler
- Mermettenreuh 8: Wohnstallhaus

### Einwohnerentwicklung
| Jahr      | 001818 | 001861 | 001871 | 001885 | 001900 | 001925 | 001950 | 001961 | 001970 | 001987 |
| Einwohner | *      | 10     | 8      | 5      | 6      | 5      | 4      | 3      | 3      | 4      |
| Häuser    | *      |        |        | 1      | 1      | 1      | 1      | 1      |        | 1      |
| Quelle    | [ 7 ]  | [ 10 ] | [ 11 ] | [ 12 ] | [ 13 ] | [ 14 ] | [ 15 ] | [ 16 ] | [ 17 ] | [ 1 ]  |

## Religion
Mermettenreuth ist evangelisch-lutherisch geprägt und nach Neudrossenfeld gepfarrt.